# Робер Пенже
Робе́р Пенже́ (фр. Robert Pinget; 19 липня 1919, Женева, Швейцарія — 25 серпня 1997, Тур, Франція) — франко-швейцарський письменник, один з чільних представників французького «нового роману». Близький друг та перекладач Семюела Беккета.

## Біографія
Народився в Женеві. З юності захоплювався поезією. музикою та живописом. Закінчив юридичний факультет Женевського університету. Після навчання переїхав до Англії, де працював вчителем французької мови, а пізніше адвокатом. 1946 року переїхав до Парижа, аби зайнятися вивченням живопису. З 1951 року Пенже працював вільним письменником. У цей час він багато подорожував й опублікував свою першу книжку — збірку оповідань «Між Фантуаном та Агапою» («Entre Fantoine et Agapa», 1951). Ранніми творами Пенже були фантастичні, часом іронічні й сатиричні оповідання й романи. Пізніше Пенже писав драматичні твори та радіоп'єси, а також тексти для телебачення та кіно. 1952 року Пенже опублікував свій перший роман «Маю́ або матеріал» («Mahu ou le Matériau»). 1953 року у видавництві Галлімар вийшов роман «Лис і комапс» («Le Renard et la Boussole»). Альбер Камю, Ален Роб-Ґріє та Семюел Беккет познайомили Пенже з засновинком видавництва Мінюї Жеромом Лендоном, тож з 1956 року він публікувався переважно лише в цьому видавництві, так само як і інші автори нового роману. 1965 року роман Пенже «Хтось» («Quelqu'un») був відзначений премією Феміна. 1966 року Пенже одержав французьке громадянство й оселився в Турені.
У серпні 1997 року помер на 78 році життя у французькому місті Турі.
Українською мовою твори Пенже ще не перекладалися (стан: вересень 2015).

## Твори
Романи
- Mahu ou le matériau, 1952
- Le Renard et la Boussole, 1953
- Graal Flibuste, 1956
- Baga, 1958
- Le Fiston, 1959
- Clope au dossier, 1961
- L'Inquisitoire, 1962
- Quelqu'un, 1965 (Prix Femina)
- Le Libera, 1968
- Passacaille, 1969
- Cette voix, 1975
- L'Apocryphe, 1980
- Monsieur Songe, 1982
- L'Ennemi, 1987
- Mahu reparle, 2009
- La Fissure, précédé de Malicotte-la-Frontière (роман та п'єса), 2009
- Jean Loiseau, 2009, перший неопублікований роман, in Histoires littéraires no 40

Оповідання
- Entre Fantoine et Agapa, 1951

П'єси
- Lettre morte, 1959
- La Manivelle, 1960, радіоп'єса
- L'Hypothèse, 1961
- Ici ou ailleurs, Architruc-L'Hypothèse, 1961
- Autour de Mortin, 1965, діалоги
- Abel et Bela, 1961
- Identité, 1971
- Paralchimie, suivi de Architruc-L'Hypothèse-Nuit, 1973
- Un testament bizarre, et autres pièces (Mortin pas mort, Dictée, Sophisme et sadisme, Le chrysanthème, Lubie), 1986,
- De rien, 1992
- L'Affaire Ducreux, et autres pièces (De rien, Nuit, Le bifteck), 1995

Інші публікації
- Cette chose, 1967
- Fable, 1971, récit
- Le Harnais, 1984, нотатки
- Charrue, 1985, нотатки
- Du nerf, 1990, нотатки
- Théo ou Le temps neuf, 1991
- Gibelotte, 1994
- Taches, 1997, нотатки